# Dan Koehl

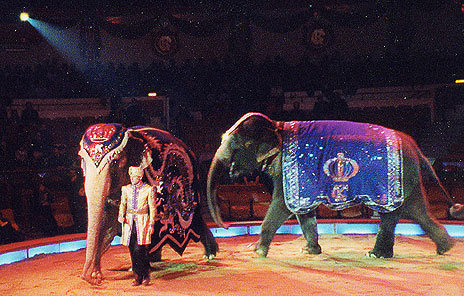
Dan Koehl i maharajaklädsel på Circus Krone, Tyskland (2001).

Dan Albert John Koehl, folkbokförd Köhl, född 28 oktober 1959 i Oscars församling i Stockholm, är en svensk elefantskötare och stallmästare.

## Biografi
Sedan 1970-talet har Dan Koehl tjänstgjort som djurskötare, stallmästare och konsult åt djurparker, cirkusar och rancher runtom i världen. När Skansens elefantstall avvecklades var han dess siste Förste elefantskötare och blev då uppmärksammad i en rikstäckande kampanj om att rädda "Stockholms älskade elefanter" Nika och Shiva. På Kolmårdens djurpark fick Koehl ansvaret för skötseln av elefanterna Boa och Saonoi, som donerades till kung Carl XVI Gustaf av kung Bhumibol Adulyadej av Thailand. Sedan 1990-talet har han varit verksam bland annat vid Elephant Experience and Sondelani Game Lodge i Zimbabwe, Pinnawala Elephant Orphanage i Sri Lanka, samt Airavata Elephant Foundation och Compagnie des Eléphants d'Angkor, bägge senare i Kambodja.
Dan Koehl har medverkat i djur- och naturvårdsorganisationer inriktade på elefanter, inklusive med krigsskadade asiatiska elefanter vid Pinnawala Elephant Orphanage. Som vice sekreterare vid European Elephant Keepers and Managers Association (EEKMA) 1998–2008 medförfattade han Elephant management safety guidelines (2002).
Koehl skapade 1995 webbplatsen Elephant Encyclopedia som är en databas över individuella elefanter.